# Prochlorpérazine
La Prochlorpérazine est un médicament antipsychotique de première génération, utilisé pour traiter les nausées, la schizophrénie, les migraines et l'anxiété,,. Son efficacité contre l’anxiété est toutefois moins reconnue. Ce médicament peut être administré par voie orale, rectale, ou par injection intraveineuse ou intramusculaire.
La Prochlorpérazine est un antipsychotique typique qui agit probablement en modifiant les niveaux de dopamine dans le cerveau.
Les effets secondaires courants incluent la somnolence, une vision floue, une pression artérielle basse ou des étourdissements. Parmi les effets indésirables graves, on retrouve des troubles du mouvement, comme la dyskinésie tardive ou le syndrome malin des neuroleptiques. Son utilisation pendant la grossesse et l'allaitement est généralement déconseillée. 
La Prochlorpérazine a été approuvée pour un usage médical aux États-Unis en 1956. Elle est disponible sous forme de médicament générique. Au Royaume-Uni, une dose coûte environ 0,04 £ au NHS en 2019. Aux États-Unis, le prix de gros de cette quantité est d’environ 0,24 USD. En 2016, c’était le 288e médicament le plus couramment prescrit aux États-Unis, avec plus d’un million d’ordonnances.